# Michel François Platini
Michel François Platini, conegut com a Michel Platini nascut el 21 de juny de 1955 a Joeuf (França), és un exfutbolista guanyador en tres ocasions de la Pilota d'Or (1983, 1984 i 1985). El 2007 fou nomenat president de la UEFA, càrrec que ocupà fins al 2015.

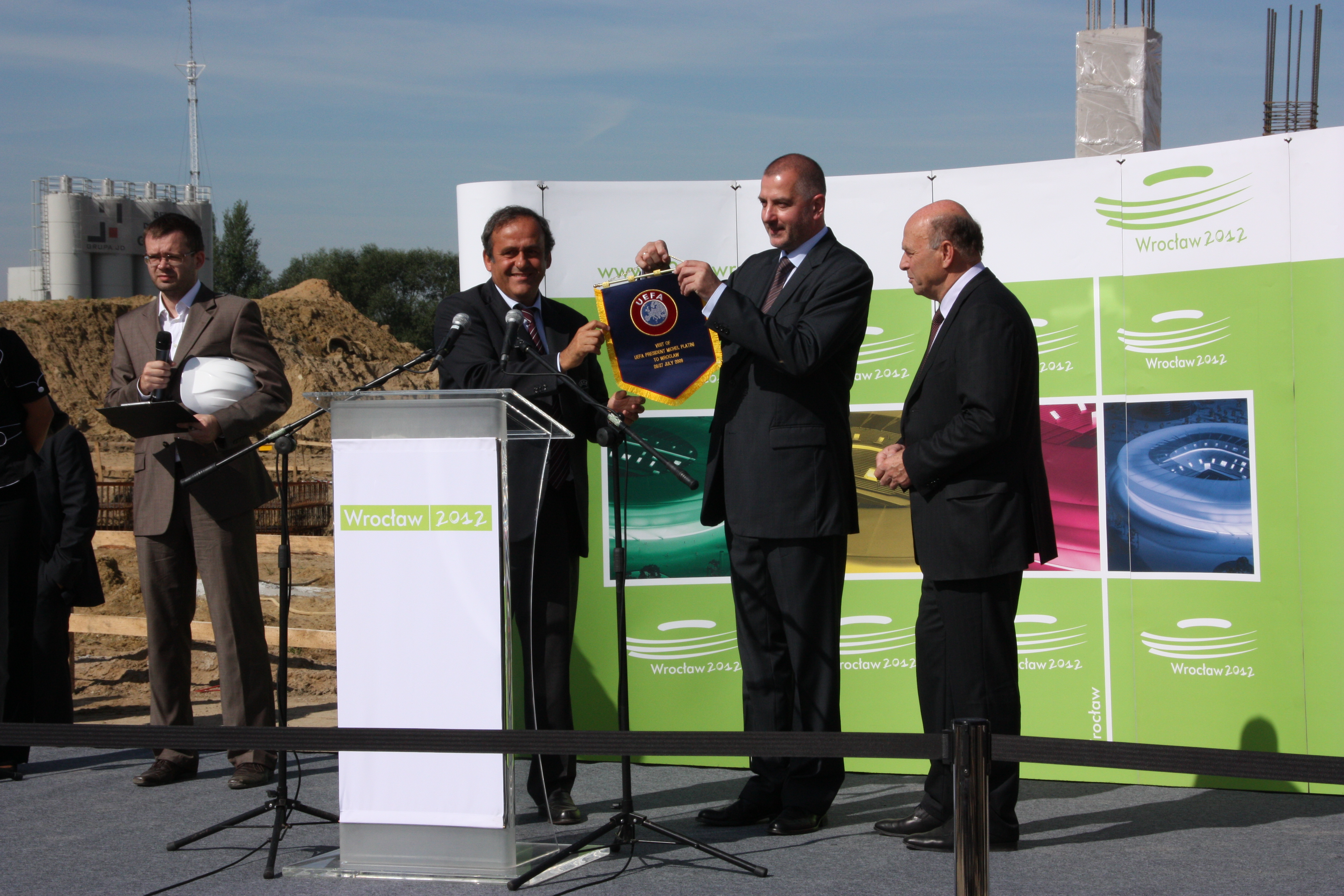
Michel Platini, Rafał Dutkiewicz, Grzegorz Lato (Breslau, 2009).

## Biografia
Michel Platini va néixer a la ciutat de Joeuf el 21 de juny del 1955, i fou el segon fill d'un matrimoni italià, de la regió de Piemont.
Platini era un gran llançador de faltes. La seva tècnica i la seva visió de joc el van enlairar fins al capdamunt del futbol europeu. És considerat el millor futbolista francès de la història fins a l'arribada de Zinédine Zidane.
Va començar la seva carrera a l'AS Joeuf, club de tercera divisió que dirigia el seu pare. Va debutar profesionalment amb l'AS Nancy al maig de 1973, on va jugar 181 partits de la Lliga francesa, marcant 98 gols. El 1979 va fitxar per l'AS Saint-Étienne, on va guanyar la Lliga l'any 1981. Això va fer que la Juventus FC es fixés en ell, i el va fitxar l'any 1982. Amb l'equip torinès va guanyar l'Scudetto la Coppa d'Itàlia, la Copa d'Europa, la Recopa d'Europa, la Supercopa d'Europa i la Copa Intercontinental.
Va obtenir la Pilota d'Or com a millor futbolista d'Europa el 1983, 1984 i 1985.
L'any 2007 va ser elegit president de la UEFA, guanyant l'altre candidat, i president sortint, Lennart Johansson. En els Jocs Olímpics d'Hivern de 1992 realitzats a Albertville (França) fou l'encarregat de realitzar, juntament amb el nen François-Cyrille Grange, l'encesa del peveter olímpic durant la cerimònia d'obertura.
El març de 2011 va ser reelegit president de la UEFA, per un període de 4 anys més, fins al 2015, en ser l'únic candidat presentat al càrrec.
El gener de 2013, la revista francesa France Football va destapar l'escàndol de corrupció conegut com a Cas Qatargate. Segons els autors del reportatge, Michel Platini hauria estat un dels deu principals protagonistes en la compra de vots per a l'adjudicació de Qatar com a seu de la Copa del Món de Futbol de 2022. Estigué sota investigació formal pel comitè d'ètica independent de la FIFA. El 8 d'octubre de 2015 va ser suspès provisionalment per 90 dies a partir de qualsevol activitat relacionada amb el futbol i el seu nom també s'ha relacionat amb l'escàndol del futbol grec del 2005.
El desembre de 2015, el Comitè d'Ètica de la FIFA va sancionar a Michel Platini i el president de la FIFA, Sepp Blatter, a vuit anys d'inhabilitació per a exercir qualsevol activitat relacionada amb el futbol. La decisió tenia a veure amb el presumpte pagament de dos milions de francs suïssos que la FIFA hauria pagat a Platini l'any 2011 i que Blatter no hauria pogut justificar.
El febrer de 2016, el comitè d'apel·lació de la FIFA va rebaixar-li de vuit a sis anys la pena d'inhabilitació, li va imposar una multa de 80.000 francs suïssos i va rebutjar la petició de l'òrgan d'instrucció d'inhabilitar-lo a perpetuïtat.
El juny de 2019, Platini va ser interrogat per la policia francesa sobre la suposada corrupció en la concessió del mundial a Qatar. Després de quinze hores retingut per la policia, Michel Platini va ser deixat en llibertat sense càrrecs.

## Internacional
Platini va debutar amb França en un partit davant Txecoslovàquia, l'any 1976, a l'estadi Parc dels Prínceps.
Michel va jugar els mundials d'Argentina 78, Espanya 82 i Mèxic 86.
El seu únic títol amb la selecció va ser l'Eurocopa de futbol de 1984, en una final contra Espanya.

## Estadístiques

### Clubs
| Club                                | Temporada     | Div.          | Lliga | Lliga | Copes | Copes | Internacional | Internacional | Total | Total | Prom. |
| Club                                | Temporada     | Div.          | Part. | Gols  | Part. | Gols  | Part.         | Gols          | Part. | Gols  | Prom. |
| ----------------------------------- | ------------- | ------------- | ----- | ----- | ----- | ----- | ------------- | ------------- | ----- | ----- | ----- |
| A. S. Nancy França · França         | 1972-73       | 1a            | 4     | 2     | —     | —     | —             | —             | 4     | 2     | 0.50  |
| A. S. Nancy França · França         | 1973-74       | 1a            | 21    | 2     | 3     | —     | —             | —             | 24    | 2     | 0.08  |
| A. S. Nancy França · França         | 1974-75       | 2.ª           | 32    | 17    | 7     | 13    | —             | —             | 39    | 30    | 0.77  |
| A. S. Nancy França · França         | 1975-76       | 1a            | 31    | 22    | 5     | 6     | —             | —             | 36    | 28    | 0.78  |
| A. S. Nancy França · França         | 1976-77       | 1a            | 38    | 25    | 1     | —     | —             | —             | 39    | 25    | 0.64  |
| A. S. Nancy França · França         | 1977-78       | 1a            | 36    | 18    | 10    | 7     | —             | —             | 46    | 25    | 0.54  |
| A. S. Nancy França · França         | 1978-79       | 1a            | 19    | 12    | 5     | 3     | —             | —             | 24    | 15    | 0.63  |
| A. S. Nancy França · França         | Total club    | Total club    | 181   | 98    | 31    | 29    | 0             | 0             | 212   | 127   | 0.60  |
| A. S. Saint-Etienne França · França | 1979-80       | 1a            | 33    | 16    | 7     | 5     | 7             | 5             | 47    | 26    | 0.55  |
| A. S. Saint-Etienne França · França | 1980-81       | 1a            | 35    | 20    | 10    | 5     | 7             | 4             | 52    | 29    | 0.56  |
| A. S. Saint-Etienne França · França | 1981-82       | 1a            | 36    | 22    | 8     | 5     | 2             | —             | 46    | 27    | 0.59  |
| A. S. Saint-Etienne França · França | Total club    | Total club    | 104   | 58    | 25    | 15    | 16            | 9             | 145   | 82    | 0.57  |
| Juventus de Torí · Itàlia           | 1982-83       | 1a            | 30    | 16    | 9     | 7     | 9             | 5             | 48    | 28    | 0.58  |
| Juventus de Torí · Itàlia           | 1983-84       | 1a            | 28    | 20    | 7     | 3     | 8             | 2             | 43    | 25    | 0.58  |
| Juventus de Torí · Itàlia           | 1984-85       | 1a            | 30    | 18    | 9     | 4     | 9             | 7             | 48    | 29    | 0.60  |
| Juventus de Torí · Itàlia           | 1985-86       | 1a            | 30    | 12    | 6     | 1     | 7             | 4             | 43    | 17    | 0.40  |
| Juventus de Torí · Itàlia           | 1986-87       | 1a            | 29    | 2     | 8     | 1     | 4             | 2             | 41    | 5     | 0.12  |
| Juventus de Torí · Itàlia           | Total club    | Total club    | 147   | 68    | 39    | 16    | 37            | 20            | 223   | 104   | 0.47  |
| Total carrera                       | Total carrera | Total carrera | 432   | 224   | 95    | 60    | 53            | 29            | 580   | 313   | 0.54  |

### Resum estadístic
|                      | Partits | Gols | Mitjana |
| -------------------- | ------- | ---- | ------- |
| Segona Divisió       | 32      | 17   | 0.53    |
| Primera Divisió      | 400     | 207  | 0.52    |
| Copes nacionals      | 95      | 60   | 0.63    |
| Copes internacionals | 53      | 29   | 0.54    |
| Selecció francesa    | 72      | 41   | 0.57    |
| TOTAL                | 652     | 354  | 0.57    |

## Palmarès

### Campionats estatals
| Títol          | Club          | País   | Any  |
| -------------- | ------------- | ------ | ---- |
| Ligue 2        | AS Nancy      | França | 1975 |
| Copa de França | AS Nancy      | França | 1978 |
| Ligue 1        | Saint-Étienne | França | 1981 |
| Copa d'Itàlia  | Juventus FC   | Itàlia | 1983 |
| Serie A        | Juventus FC   | Itàlia | 1984 |
| Serie A        | Juventus FC   | Itàlia | 1986 |

### Copes internacionals
| Títol                 | Club (*)          | País   | Any  |
| --------------------- | ----------------- | ------ | ---- |
| Recopa d'Europa       | Juventus FC       | Itàlia | 1984 |
| Supercopa d'Europa    | Juventus FC       | Itàlia | 1984 |
| Eurocopa              | Selecció Francesa | França | 1984 |
| Copa d'Europa         | Juventus FC       | Itàlia | 1985 |
| Copa Intercontinental | Juventus FC       | Itàlia | 1985 |

(*) Incloent la selecció

### Distincions individuals
| Distinció                                                                   | Any              |
| --------------------------------------------------------------------------- | ---------------- |
| Premi France Football, futbolista francès de l'any                          | 1976, 1977       |
| Capocannonieri                                                              | 1983, 1984, 1985 |
| Onze d'Or, futbolista europeu de l'any                                      | 1983, 1984, 1985 |
| Pilota d'Or                                                                 | 1983, 1984, 1985 |
| Golejador de l'Eurocopa                                                     | 1984             |
| Premi World Soccer, millor futbolista del món                               | 1984, 1985       |
| Escollit com un dels 125 millors futbolistes vius de la història (FIFA 100) | 2004             |